# Cámara de Comercio Francesa
La Cámara de Comercio Francesa de Madrid (La Chambre) es una asociación sin ánimo de lucro dedicada a prestar servicios a las empresas, así como contribuir al fomento de las relaciones comerciales entre Francia y España.  Entre sus principales líneas de actuación están el asesoramiento y acompañamiento a las empresas que se quieran implantar en el mercado franco-español, y ser un punto de encuentro para la comunidad empresarial de ambos países. 

## Origen e historia
Un 24 de diciembre de 1893, cuando toda España se dispone a celebrar la Nochebuena, un grupo de empresarios e industriales franceses, instalados en Madrid, deciden crear un lugar de encuentro para tratar sus asuntos directamente con su país de acogida. Estos miembros de la Colonia Francesa, agrupados desde hacía meses en Le Cercle de l'Union Française, creado ese mismo año, ven la necesidad de reunir sus aspiraciones e intereses en una representación comercial que fuera más allá y que se plasmara en unos estatutos que dieran lugar a una verdadera cámara de comercio. En 1893 ve así nacer, gracias al impulso de unos pioneros, liderados por el empresario Henri Avansays, la primera etapa de La Chambre de Commerce Française de Madrid. 
Unos meses más tarde, el 28 de mayo de 1894, el gobierno francés dio su aprobación oficial a la creación de la Cámara. 
Con una sede central en Madrid, cuenta con ocho delegaciones: Baleares, Bilbao, Canarias, Málaga, Sevilla, Valencia, Valladolid y Zaragoza, representando así todo el territorio nacional con excepción de Barcelona donde opera la Cámara Francesa de Barcelona. 
En el ámbito internacional la Cámara pertenece a la red de Cámaras de Comercio Francesas en el Mundo - CCI France International, 124  Cámaras en 94 países. 
Las funciones de la Cámara de Comercio Francesa siempre han pasado por defender los intereses de los empresarios, promover el espíritu de empresa, compartir las buenas prácticas de las empresas asociadas, ser un foro de debate e  intercambio y facilitar el networking entre sus empresas socias.
Para ello, la Cámara pone a disposición de los empresarios:
- Una red de contactos
- Servicios para empresas.
- Unos foros de debate e intercambio

Todo ello tiene lugar a partir de servicios disponibles en la página web de la Cámara, en su sede central física, sita en la Calle Poeta Joan Maragall, 38 – 4 Planta 28020 Madrid, y en cualquiera de sus ocho delegaciones.
Los servicios y prestaciones de la Cámara Franco-Española, en su sede central de Madrid, están certificados bajo la norma ISO 9001:2015 por la entidad Bureau Veritas. 

## Órganos de gobierno
La Cámara de Comercio Francesa de Madrid se rige en función de los siguientes órganos de gobierno: 

### Consejo de Administración
Está formado por 30 directivos de grupos empresariales presentes en España e involucrados en los intercambios comerciales entre Francia y España. Asesoran a la Cámara sobre sus decisiones estratégicas, posicionándola en las relaciones bilaterales entre ambos países.
El consejo nombra en su seno al presidente, que será presidente de la Cámara de Comercio Francesa de Madrid. 

### Comité Ejecutivo
Es el órgano de gestión y administración de la Cámara Franco-Española. En él se incluyen el presidente y vicepresidentes. 
Actualmente la presidenta de la Cámara Franco-Española es Sara Bieger y el director general Bertrand Barthélemy. 

### Asamblea General
Es el órgano que representa al conjunto de socios. 

### Club d’Affaires France-Espagne
Reúne a los principales directivos de empresas implantadas en España con accionariado francés y europeo, es un punto de encuentro entre directivos y líderes de opinión, un foro  de debate e intercambio franco-español.
Actualmente el presidente es Nicolas Loupy, Country Manager Spain & Portugal de Dassault Systèmes, vicepresidente de la Cámara y presidente de la Comisión Datos, Tecnología y Revolución Digital Archivado el 31 de agosto de 2021 en Wayback Machine..

## Comisiones y Grupos de Trabajo
La Cámara cuenta con ocho comisiones de trabajo, que reúnen a más de 300 expertos de 90 empresas socias, que pertenecen al Club d’Affaires y Categoría Socio Corporativo Gold.  Estos foros de intercambio y debate tienen como hilo conductor la transformación sostenible.  
- Datos, tecnología y revolución digital, presidida por Dassault Systemes y vicepresidencia Tecnatom y Canon
- Recursos humanos, presidida por Altopartners y vicepresidencia Boost4leadership
- Retail, alimentación y bebidas, presidencia por Pernod Ricard y vicepresidencia  Alain Afflelou
- Transformación sostenible, presidida por Valora y vicepresidencia Crédit Agricole private bank, y Orange
- Energía y clima, presidida por EDF y vicepresidencia Saint-Gobain
- Movilidad, transporte y logística, presidida por Everis y vicepresidencia Renault y Stef
- Lifestyle, presidida por Louis Vuitton
- Banca y seguros, presidida por Orange Bank y vicepresidencia Asefa seguros y Bankinter

## Presencia territorial
Con una sede central en Madrid, cuenta con ocho delegaciones: Baleares, Bilbao, Canarias, Málaga, Sevilla, Valencia, Valladolid y Zaragoza, representando así todo el territorio nacional con excepción de Barcelona donde opera la Cámara Francesa de Barcelona

## Servicios
A lo largo de la historia, las relaciones entre Francia y España han sido siempre muy estrechas. Actualmente, Francia es el primer socio comercial español y España es su segundo cliente y quinto proveedor. 
El objetivo de la Cámara de Comercio Francesa es ayudar a las empresas de ambos países a desarrollar sus negocios, acompañándolas en todas las etapas de su internacionalización. Su ámbito de acción abarca la totalidad de ambos países, llegando a todos los sectores de actividad y ofreciendo unos servicios adaptados a las necesidades de las empresas. Los servicios disponibles son:
- Asesoramiento y acompañamiento en la implantación en uno de los dos mercados. Un sólido conocimiento de ambos mercados, la pertenecía a la red de Cámaras de Comercio Francesas en el Mundo, los más de 30 acuerdos de colaboración, un equipo de consultores bilingüe y bicultural, hacen de la Cámara de Comercio Francesa el aliado que buscan las empresas y emprendedores en cada una de las etapas de aproximación al mercado, búsqueda de socios comerciales, clientes, implantación en el mercado elegido, constitución jurídica apropiada y desarrollo del negocio.
- Creación de una filial, tanto en Francia como en España.
- Gestión administrativa que incluye la gestión social y contable.
- Representación fiscal e IVA, para ayudar a las empresas a cumplir con sus obligaciones declarativas.
- Flexi-Office, ubicado en el centro de negocios en Madrid, con posibilidad de alquilar salas de reuniones, despachos y puestos de trabajo.
- Empleo, dirigido a empresas y profesionales franco-españoles.